# (21) Lutetia
(21) Lutetia ist ein Asteroid des inneren Hauptgürtels, der am 15. November 1852 vom deutsch-französischen Astronomen Hermann Mayer Salomon Goldschmidt entdeckt wurde. Er war ein in Paris lebender deutscher Maler und es war seine erste von insgesamt 14 Asteroidenentdeckungen, einige davon von seinem Mansardenfenster über dem Café Procope aus.
Der Asteroid wurde benannt nach Lutetia, dem antiken Namen der Stadt Paris. Die Benennung erfolgte durch François Arago, den Direktor des Pariser Observatoriums.

## Wissenschaftliche Auswertung
Mit Daten radiometrischer Beobachtungen im Infraroten am Mauna-Kea-Observatorium auf Hawaiʻi im Juni 1973, am Cerro Tololo Inter-American Observatory in Chile in 1974 und am Kitt-Peak-Nationalobservatorium in Arizona im März 1976 wurden für (21) Lutetia erstmals Werte für den Durchmesser und die Albedo von 108 bis 115 km bzw. 0,09 bis 0,10 bestimmt. Radarastronomische Untersuchungen am Arecibo-Observatorium vom 3. bis 7. Oktober 1985 bei 2,38 GHz ergaben für den Asteroiden einen effektiven Durchmesser von 105 ± 13 km. Aus Ergebnissen der IRAS Minor Planet Survey (IMPS) wurden 1992 Angaben zu Durchmesser und Albedo für zahlreiche Asteroiden abgeleitet, darunter auch (21) Lutetia, für die damals Werte von 95,8 km bzw. 0,22 erhalten wurden.
Eine spektroskopische Untersuchung von 820 Asteroiden zwischen November 1996 und September 2001 am La-Silla-Observatorium in Chile ergab für (21) Lutetia eine taxonomische Klassifizierung als X-Typ.
Nach ersten photometrischen Beobachtungen von (21) Lutetia vom 27. bis 30. Oktober 1962 an der Sternwarte am purpurnen Berg in China, bei denen aus der aufgezeichneten Lichtkurve eine Rotationsperiode von 6,133 h abgeleitet worden war, erfolgten neue Messungen während sieben Nächten vom 5. August bis 21. Oktober 1981 am Institut für Astrophysik und dann noch einmal am 27. Januar und 2. Februar 1983 am Astrophysikalischen Observatorium Şamaxı der Akademie der Wissenschaften der Tadschikischen SSR. Bereits die Beobachtungen von 1981 ergaben allerdings eine von dem früheren Wert abweichende Rotationsperiode von 8,167 h, was auch durch die Kontrollmessungen 1983 bestätigt werden konnte. Auch die Messdaten aus 1962 passten nachträglich zu diesem Ergebnis. Ebenfalls im Jahr 1981 gab es Beobachtungen am 23. September am Hvar-Observatorium in Kroatien sowie am 1. Oktober am Osservatorio Astronomico di Torino in Italien. Auch hier konnte der frühere Wert zurückgewiesen und eine Rotationsperiode von 8,17 h bestimmt werden. Eine weitere Messung am 24. Januar 1983 in Turin bestätigte erneut das Ergebnis.

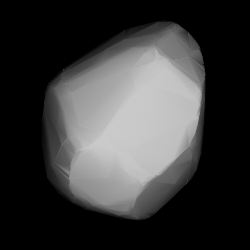
Berechnetes 3D-Modell von (21) Lutetia

Aus den archivierten Daten von 1962 bis 1983 in Verbindung mit einer weiteren Beobachtung am 5. November 1985 am Krim-Observatorium wurde in einer Untersuchung von 1987 für die Rotationsperiode ein verbesserter Wert von 8,1667 h und eine prograde Rotation bestimmt. Ebenfalls aus den gleichen Daten bestimmte eine Untersuchung von 1992 dann zwei alternative Lösungen für die Position der Rotationsachse mit prograder Rotation und eine Periode von 8,1606 h sowie die Achsenverhältnisse für ein dreiachsig-ellipsoidisches Gestaltmodell des Asteroiden.
In den 1980er und 1990er Jahren gab es darüber hinaus weitere Untersuchungen, die aus den archivierten Lichtkurven Berechnungen mit unterschiedlichen Methoden zur Bestimmung meist von zwei alternativen Lösungen für die Position der Rotationsachse, des Drehsinns (immer prograd), der Rotationsperiode und der Achsenverhältnisse von Gestaltmodellen durchführten. Dabei gab es immer wieder auch neue photometrische Beobachtungen, die weitere Lichtkurven lieferten, wie am 11. Oktober 1985 am Osservatorio Astronomico di Torino, am 20. November 1985 am Roque-de-los-Muchachos-Observatorium auf La Palma, am 15. April 1991 am Observatorium Hoher List in Deutschland, am 28. Februar und 1. März 1995 am Observatorium Belogradtschik in Bulgarien und am 22. Februar 1998 am Nationalen Astronomischen Observatorium Roschen in Bulgarien.
Mit den von 1962 bis 1998 archivierten Daten aus dem Uppsala Asteroid Photometric Catalogue (UAPC) wurde in einer Untersuchung von 2003 erstmals ein dreidimensionales Gestaltmodell des Asteroiden für zwei alternative Positionen der Rotationsachse, beide nahezu in der Ebene der Ekliptik gelegen, und eine Periode von 8,16546 h bestimmt. Das Modell war durch einige scharfe und unregelmäßige Formmerkmale gekennzeichnet und es wurde keine Albedo-Variation festgestellt, die die groben Formmerkmale begleitete. Aus Messungen durch IRAS im Infraroten von April und Mai 1983 wurden in einer Untersuchung von 2009 die thermischen Trägheitswerte von 11 Hauptgürtelasteroiden mit Durchmessern <100 km und bekannten Formen und Rotationsachsen abgeleitet. Neben Abschätzungen für die Größe von (21) Lutetia zu 107–114 km und für die Albedo zu 0,16–0,18 ergab sich eine Bevorzugung einer der beiden alternativen Rotationsachsen.

## RaumsondeRosetta
Bei der Planung einer Mission der Raumsonde Rosetta zu einem Rendezvous mit dem Kometen 67P/Churyumov-Gerasimenko im Jahr 2014 wurden mehrere Asteroiden als Kandidaten für Zwischenziele in Betracht gezogen. Von diesen wurde schließlich neben dem noch weitgehend unerforschten Asteroiden (2867) Šteins auch (21) Lutetia ausgewählt. Alle verfügbaren Informationen zu (21) Lutetia deuteten auf eine primitive chondritische Zusammensetzung hin, so dass ihre Untersuchung den wissenschaftlichen Zielen der Mission in Bezug auf das frühe Sonnensystem entsprechen würde.
Daher wurden bereits vor und auch nach dem Start der Raumsonde am 2. März 2004 zahlreiche Forschungsprogramme initiiert, um die Natur des Asteroiden im Vorfeld genauer zu erforschen und den Vorbeiflug der Raumsonde erfolgreich zu gestalten. Spektroskopische Untersuchungen im März 2003, August 2004 sowie März/April 2006 mit der Infrared Telescope Facility (IRTF) am Mauna-Kea-Observatorium zeigten Emissionsspektren von neutraler Farbe und ohne größere Absorptionsmerkmale, die denen von kohligen Chondriten entsprachen. Allerdings unterschieden sich die Spektren deutlich auf unterschiedlichen Seiten des Asteroiden. Auch Messungen des Emissionsspektrums am 10. Dezember 2005 mit dem Spitzer-Weltraumteleskop zeigten eine klare Analogie zu kohlenstoffhaltigen Chondrit-Meteoriten.
Aus photometrischen Beobachtungen am 11. und 24. Dezember 2005 mit dem Faulkes Telescope North am Haleakalā Observatory auf Hawaiʻi in Verbindung mit spektroskopischen Messungen im Infraroten vom 10. Januar 2006 am La-Silla-Observatorium konnte als Hauptergebnis abgeleitet werden, dass die Diskrepanzen in den thermischen Infrarot-Beobachtungen durch die Annahme großer Krater auf der Nordhalbkugel das Asteroiden erklärt werden könnten. Dies müsste durch Modellierungen, die Konkavitäten berücksichtigen, weiter untersucht werden. Auch hier wurde eine Übereinstimmung der Messdaten mit denen von kohligen Chondriten gefunden.
Photometrische Beobachtungen wurden auch von September bis November 2004 an der Außenstelle Tschuhujiw des Charkiw-Observatoriums in der Ukraine und vom November 2008 bis März 2009 am Krim-Observatorium in Simejis durchgeführt. Polarimetrische Messungen fanden statt im Oktober 2004 am Krim-Observatorium, im April 2006 am Osservatorio Astrofisico di Asiago in Italien sowie im Oktober/November 2008 an der Astronomischen Einrichtung Leoncito (CASLEO) in Argentinien. Weitere spektroskopische Untersuchungen erfolgten im November 2004 mit dem Telescopio Nazionale Galileo (TNG) am Roque-de-los-Muchachos-Observatorium und im Januar 2007 mit dem New Technology Telescope (NTT) am La-Silla-Observatorium. Mit der Auswertung aller Daten ließen sich folgende Erkenntnisse über den Asteroiden zusammenfassen:
- (21) Lutetia hat eine nicht-konvexe Form, vermutlich aufgrund eines großen Kraters, und heterogene Oberflächeneigenschaften, vermutlich aufgrund von Variationen in der Textur und/oder Mineralogie, die mit der Oberflächenmorphologie zusammenhängen.
- Zumindest ein Teil der Oberfläche ist von Regolith bedeckt, der aus Partikeln mit einer mittleren Korngröße von weniger als 20 μm besteht.
- Die Oberflächenzusammensetzung entspricht am nächsten der von Meteoriten des Typs Kohliger Chondrit. Es ist auch möglich, dass (21) Lutetia eine gemischte Mineralogie aufweist.

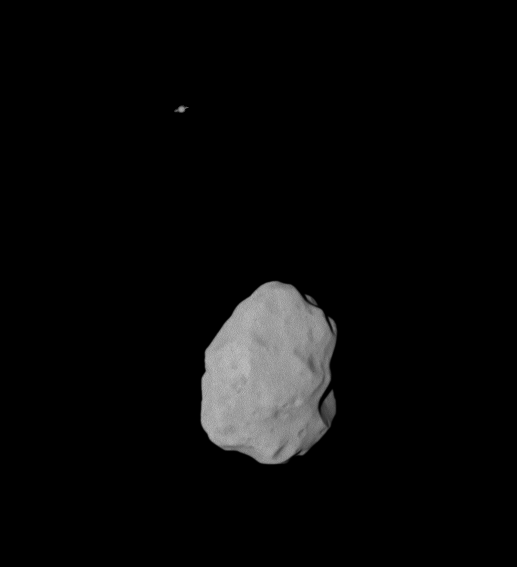
(21) Lutetia aus 36.000 km Entfernung mit Saturn im Hintergrund, Aufnahme durch Rosetta am 10. Juli 2010

Bereits über drei Jahre vor dem Zusammentreffen der Raumsonde mit dem Asteroiden konnte er bereits am 2 und 3. Januar 2007 während ihrer Flugphase über einen Zeitraum von 14 Stunden mit der Narrow Angle Camera (NAC) des Bildgebungssystems Optical, Spectroscopic, and Infrared Remote Imaging System (OSIRIS) beobachtet werden. Es wurde dabei eine Rotationsperiode von 8,16827 h und keine spektrale Veränderung während der Rotation festgestellt. Die abgeleitete Albedo von 0,18 war viel höher als die typischen Werte für gewöhnliche C-Typ-Asteroiden (~0,06) und am besten mit einigen Arten von kohligen Chondriten (vor allem Enstatit-Chondriten) oder M-Typ-Asteroiden vereinbar. Spektroskopische Messungen im März 2003, März 2007 und Dezember 2008 mit dem SpeX-Instrument am IRTF zeigten größere Menge an hydratisierten Mineralen in der südlichen Hemisphäre, weniger in der nördlichen Hemisphäre. In der Südhälfte könnte die Oberfläche geringe Mengen von Goethit enthalten.
Mit einem neuartigen Algorithmus für Knitted Occultation, Adaptive Optics und Lightcurve Analysis (KOALA) wurden in einer letzten Auswertung wenige Wochen vor der Annäherung der Raumsonde an den Asteroiden weitere physikalische Eigenschaften aus einer Kombination der Auswertungen von Sternbedeckungen (diese waren für (21) Lutetia aber nicht verfügbar), hochaufgelösten Aufnahmen mit den Adaptive Optics (AO)-Systemen am Teleskop II des Keck-Observatoriums auf Hawaiʻi vom August 2000 und von Oktober 2008 bis Februar 2009 und am Very Large Telescope des Paranal-Observatoriums in Chile vom Juni 2007 sowie den über vier Jahrzehnten archivierten optischen Lichtkurven abgeleitet. Das Ergebnis zeigte, dass die Form von (21) Lutetia deutlich von einem idealisierten Ellipsoid abweicht. Für ein hybrid-ellipsoidisches Gestaltmodell des Asteroiden wurde dann eine Position der Rotationsachse mit retrograder Rotation, aber nahe zur Ebene der Ekliptik gelegen, und eine verbesserte Rotationsperiode von 8,168270 h bestimmt. Für die Dimension in drei Achsen ergaben sich (124 × 101 × 93) km. Der scheinbare Querschnitt des Asteroiden ist dreieckig, wenn man ihn vom Pol aus betrachtet, und rechteckiger, wenn man ihn vom Äquator aus betrachtet, ähnlich einer Camembert-Ecke. Das am besten passende Modell deutete auf mehrere Konkavitäten hin. Die größte davon befindet sich in der Nähe des Nordpols und könnte mit starken Einschlägen in Zusammenhang stehen. Es wurde auch gefolgert, dass zum Zeitpunkt des Vorbeiflugs von Rosetta die nördliche Hemisphäre konstant im Sonnenlicht liegt, während große Regionen der südlichen Hemisphäre in einem langandauernden „saisonalen“ Schatten liegen. Daher würden die extrem südlichen Breitengrade von (21) Lutetia von der Raumsonde aus nicht im optischen Wellenlängenbereich beobachtbar sein, was eine präzise Rekonstruktion der südlichen Regionen verhindern würde.

## In-situ-Untersuchungen
Um ihr Zwischenziel (21) Lutetia zu erreichen, hatte die Raumsonde während ihrer langen Reise mehrere Planetenvorbeiflüge zu absolvieren (dreimal an der Erde in den Jahren 2005, 2007 und 2009 und einmal am Mars im Jahr 2007) und hatte im Jahr 2008 bereits den Asteroiden (2867) Šteins erforscht. Am 10. Juli 2010 um 15:45 Uhr UT flog Rosetta in etwa 3168 km Entfernung und mit einer Geschwindigkeit von 15,0 km/s an (21) Lutetia vorüber. Während des Vorbeiflugs fanden wissenschaftliche Untersuchungen des Asteroiden mit neun der elf Instrumente an Bord der Raumsonde und zusätzlich mit drei Instrumenten des Landers Philae statt. Die bildgebenden und spektroskopischen Beobachtungen überspannten den Frequenzbereich vom Ultravioletten bis in den Sub-Millimeterbereich.
Neuneinhalb Stunden vor der größten Annäherung wurde begonnen, mit der Near Angle Camera (NAC) und der Wide Angle Camera (WAC) des Bildgebungssystems OSIRIS parallel Aufnahmen des Asteroiden zu machen, die eine räumliche Auflösung von bis herab zu 60 m/Pixel erreichten. Achtzehn Minuten nach der größten Annäherung wurden die Aufnahmen beendet, da nur noch die unbeleuchtete Seite des Asteroiden im Blickfeld lag. Insgesamt wurden auf diese Weise während des Vorbeiflugs 462 Aufnahmen gewonnen, die eine morphologisch vielfältige Oberfläche mit einer langen und komplexen geologischen Geschichte zeigen. Die Oberfläche von (21) Lutetia ist von riesigen Kratern, Graten, Steilhängen, Rillen und Verwerfungen sowie großen Felsen geprägt. Die Nordpolregion ist von einer bis zu 600 m dicken Regolithschicht bedeckt, die in großen Erdrutschen mit Albedo-Variationen zu fließen scheint. Viele Krater sind ganz oder teilweise durch bei Einschlägen hochgeschleudertes Material bedeckt, das wieder auf den Asteroiden zurückgestürzt ist.
Mit den Methoden der Stereophotoklinometrie und der konvexen Inversion konnte ein sehr genaues Modell des Asteroiden mit Dimensionen von (121 × 101 × 75) km und einem Volumen von 500.000 km³ errechnet werden. Die komplexe Oberfläche, das hohe Oberflächenalter und die hohe Dichte lassen darauf schließen, dass Lutetia höchstwahrscheinlich ein ursprüngliches Planetesimal mit intaktem Inneren aus der Frühzeit des Sonnensystems ist, im Gegensatz zu kleineren Asteroiden, bei denen es sich wahrscheinlich um zertrümmerte Körper, Fragmente größerer Vorgänger oder wiederaufgeschichtete Trümmerhaufen handelt. Weitere Analysen der OSIRIS-Aufnahmen gestatteten die Erstellung eines digitalen Terrain-Modells mit 12 Millionen Oberflächen-Punkten mit 40 m horizontaler und 15 m vertikaler Genauigkeit. Dieses Raster umfasste 78 % der gesamten nördlichen Hemisphäre.
Aus der Doppler-Verschiebung der Funksignale der Raumsonde, die durch die gravitative Störung der Flugbahn durch (21) Lutetia verursacht wurde, konnte eine genaue Bestimmung der Masse des Asteroiden zu 1,70·1018 kg erfolgen. Unter Verwendung des Volumenmodells beträgt die Schüttdichte 3,40 g/cm³. Spektroskopische Aufnahmen mit dem Visible, InfraRed, and Thermal Imaging Spectrometer (VIRTIS) an Bord von Rosetta zeigten keine Absorptionsmerkmale, weder von Silicaten noch von durch Hydratation veränderten Mineralen. Die Oberflächentemperatur erreichte einen Maximalwert von 245 K und korreliert gut mit den topografischen Merkmalen. (21) Lutetia besteht wahrscheinlich aus chondritischen Materialien enstatitischen oder kohlenstoffhaltigen Ursprungs, wobei eisenarme Minerale dominieren, die keiner wässrigen Veränderung unterzogen wurden. Ein Magnetfeld konnte bei (21) Lutetia nicht festgestellt werden, ebenso wenig wie ein Begleiter von mehr als 160 m Größe innerhalb des gesamten Schwerefeldes bzw. größer als 30 m innerhalb des 30-fachen Radius des Primärkörpers. Die auf der nördlichen Hemisphäre von (21) Lutetia beobachteten Albedo-Schwankungen von bis zu 30 % könnten auf Unterschiede in der Zusammensetzung und Morphologie zurückzuführen sein. Nach einer Analyse aller verfügbaren Daten besitzt der Asteroid eine chondritische Oberfläche, die möglicherweise aus einer Mischung „inkompatibler“ Materialien besteht: kohligen und Enstatit-Chondriten. Das Nebeneinander dieser Materialien könnte die Folge großer Einschläge sein, die die heutige Oberfläche geschaffen haben.

## Topographie der Oberfläche
Die während des Vorbeiflugs über den beleuchteten Nordpol des Asteroiden mit OSIRIS aufgenommenen Bilder, die mehr als die Hälfte der Oberfläche abdecken, ermöglichten es, sieben verschiedene topografische Regionen zu identifizieren, die von der IAU nach Provinzen des antiken Römischen Reiches benannt wurden: Achaia Regio, Baetica Regio, Etruria Regio, Narbonensis Regio, Noricum Regio, Pannonia Regio und Raetia Regio. Das bisher unbeobachtete Gebiet der südlichen Hemisphäre wurde nach dem Entdecker des Asteroiden Goldschmidt Regio benannt. Die bemerkenswertesten Einschlagkrater wurden nach Städten benannt, die etwa zur gleichen Zeit wie die Stadt Lutetia existierten. Der größte von allen ist der 61 km durchmessende Massilia, der römische Name für Marseille. Andere Merkmale wurden nach Flüssen des Römischen Reiches und angrenzender Teile Europas zur Zeit Lutetias benannt.

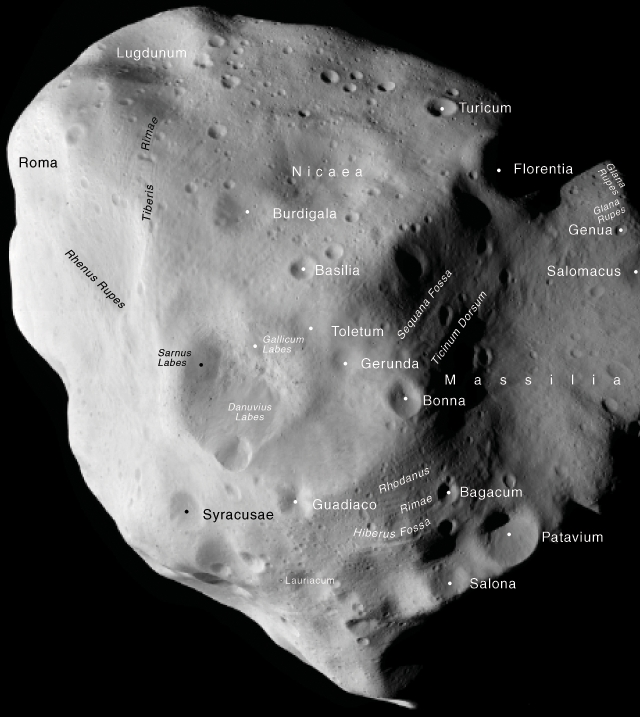
Benannte Oberflächenmerkmale auf (21) Lutetia. Baetica Regio liegt in der Mitte des Bildes, Achaia, Narbonnensis, Noricum und Etruria Regiones von oben im Uhrzeigersinn darum herum

Die Oberfläche von (21) Lutetia ist äußerst komplex und weist erhebliche Wechselwirkungen zwischen alten und jüngeren Strukturen auf. Es ist eine breite Palette von Oberflächenmorphologien zu erkennen, darunter stark verkratertes Gelände, ausgedehnte Linien, junge Einschlagkrater und ein Grat, dessen Höhe mehr als ein Fünftel des mittleren Radius des Asteroiden beträgt. Sehr junge und sehr alte Geländeabschnitte liegen in unmittelbarer Nähe voneinander. Einige Einschlagkrater weisen ungewöhnliche Formen auf, die wahrscheinlich durch den Einschlag in eine reliefierte Oberfläche und/oder durch einen schrägen Einschlag entstanden sind. Es gibt Hinweise darauf, dass an mehreren Stellen Erdrutsche zu einer Oberflächenneubildung geführt haben.
Eine Analyse der auf (21) Lutetia beobachteten Krater ermöglichte es, die seit ihrer Entstehung oder einer globalen Oberflächenerneuerung vergangene Zeit zu ermitteln. Es ging daraus hervor, dass der Asteroid eine komplexe kollisionsbedingte Entwicklung durchlief, die bis in die jüngste Vergangenheit hinein mit großen lokalen Oberflächenerneuerungen einherging. Der Unterschied in der Kraterdichte zwischen der jüngsten und der ältesten bezeichneten Region lässt auf einen Altersunterschied von mehr als einem Faktor 10 schließen. Die jüngste Region (Baetica) hat ein geschätztes Alter von zehn bis hundert Millionen Jahren, während die älteste (Achaia) in einer Zeit entstand, in der der Asteroidenbeschuss intensiver war als heute, vermutlich vor etwa 3,6 Milliarden Jahren oder älter.
Die Baetica-Region weist neben dem Nordpolaren Kraterhaufen (North Polar Crater Cluster, NPCC) auch eine große Zahl von Felsblöcken von bis zu 300 m Größe auf, die aus dem zentralen Krater herausgeschleudert wurden. Da sie durch verschiedene Mechanismen langsam zerstört werden, konnte ihr Alter auf maximal 300 Mio. Jahre eingegrenzt werden. Die gesamte Baetica-Region scheint darüber hinaus von einer tiefen Schicht ausgeworfenen Materials bedeckt worden zu sein, die die meisten der bereits vorhandenen Krater ausfüllte. Die Beobachtungen von Lawinen an mehreren Kraterflanken und das Vorhandensein vieler asymmetrischer Krater mit strömungsähnlichen Merkmalen wurde als Beweis für das weitverbreitete Vorhandensein von feinem Material auf der gesamten Oberfläche interpretiert.
In der älteren Achaia-Region ist der 17 km große Nicaea-Krater ein Zeuge der ursprünglichen Krateroberfläche, da er wahrscheinlich älter als 3,5 Mrd. Jahre ist. Zwei über 10 km große Vertiefungen im östlichen Teil von Achaia sind ebenfalls alte Krater. Der Massilia-Einschlag, der den größten auf den Bildern von (21) Lutetia sichtbaren Krater verursachte, hat alle Krater bis zu einem Durchmesser von 8 km in der Region Achaia vernichtet. Das Alter dieser teilweisen Oberflächenerneuerung wird auf etwa 3,5 Mrd. Jahre geschätzt. Neben der Vernichtung von Kratern hat der Einschlag wahrscheinlich auch das Innere des Asteroiden stark zerklüftet, was wiederum zur Entstehung verschiedener Linien auf der Oberfläche von Achaia geführt haben könnte. Schließlich haben die Einschläge in der Baetica-Region den Nicaea-Krater teilweise mit einer bis zu 200 m dicken Auswurfdecke bedeckt.

## Erforschung nachRosetta
Durch die astrometrische Auswertung einer nahen Begegnung von (21) Lutetia mit dem etwa 3 km großen Asteroiden (29523) 1997 YO21 am 24. März 1998 bis auf einen geringen Abstand von etwa 86.000 km bei einer Relativgeschwindigkeit von 1,5 km/s konnte eine Untersuchung von 2011 ihre Masse auf 2,60·1018 kg mit einer Unsicherheit von ±34 % bestimmen. Abschätzungen von Masse und Dichte für den Asteroiden (21) Lutetia aufgrund von gravitativen Beeinflussungen auf Testkörper hatten dann in einer Untersuchung von 2012 eine Masse von etwa 1,70·1018 kg ergeben, was mit einem angenommenen Durchmesser von etwa 98 km zu einer Dichte von 3,44 g/cm³ führte bei keiner Porosität. Diese Werte besitzen eine Unsicherheit im Bereich von ±15 %. Die Auswertung der nahen Begegnungen von (21) Lutetia mit fünf kleinen Asteroiden in den Jahren 1998–2016 führte in einer Untersuchung von 2019 zu einer Bestimmung ihrer Masse zu 1,69·1018 kg mit einer Unsicherheit von ±8 %.

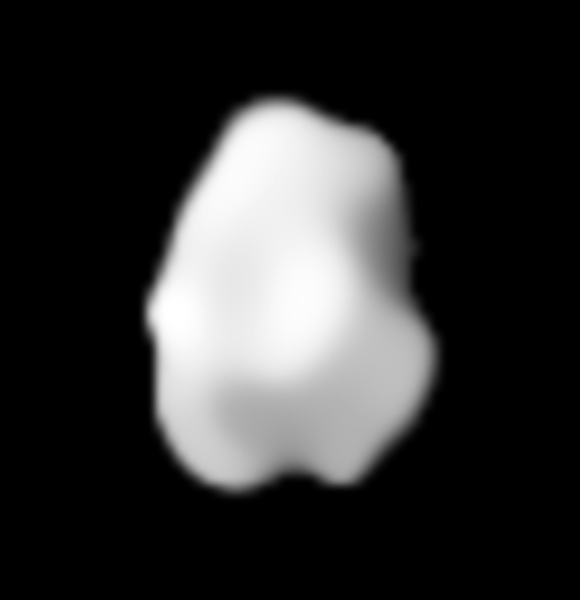
Aufnahme von (21) Lutetia durch das Very Large Telescope (VLT) am 31. August 2019

Nach der Reaktivierung von NEOWISE im Jahr 2013 und Registrierung neuer Daten wurden die Werte für Durchmesser und Albedo 2015 zunächst mit 99,5 km bzw. 0,16 angegeben und dann 2016 korrigiert zu 99,7 oder 102,1 km bzw. 0,18, diese Angaben beinhalten aber alle hohe Unsicherheiten. Eine Untersuchung von 2020 bestimmte aus sechs Sternbedeckungen durch (21) Lutetia einen Durchmesser von 103,7 ± 3,7 km.
Eine Untersuchung von 2020 verwendete neben den archivierten Lichtkurven auch Daten der Lowell Photometric Database und von Gaia DR2 und berechnete daraus ein dreidimensionales Gestaltmodell, eine Rotationsachse mit retrograder Rotation (nahe zur Ekliptik gelegen) und eine Periode von 8,16827 h. Neue photometrische Beobachtungen von (21) Lutetia erfolgten dann noch einmal am 11. September 2019 mit den ferngesteuerten Teleskopen TRAPPIST-North am Oukaïmeden-Observatorium in Marokko und TRAPPIST-South am La-Silla-Observatorium. Aus der Lichtkurve wurde hier eine Rotationsperiode von 8,16 h bestimmt.
Zwischen 2012 und 2018 wurden mit der All-Sky Automated Survey for Supernovae (ASAS-SN) auch photometrische Daten von 20.000 Asteroiden aufgezeichnet. Auf mehr als 5000 davon konnte erfolgreich die Methode der konvexen Inversion angewendet werden, darunter auch (21) Lutetia, für die in einer Untersuchung von 2021 ein verbessertes dreidimensionales Gestaltmodell für zwei alternative Rotationsachsen nahezu in der Ebene der Ekliptik gelegen und eine Periode von 8,1683 h berechnet wurde.
Ein umfangreiches Programm der Europäischen Südsternwarte (ESO) zielte darauf ab, die 3D-Form und damit die Dichte von großen Hauptgürtel-Asteroiden zu ermitteln, um ihre Entstehung und Entwicklung besser zu belegen. Es wurden dazu mit dem adaptiven Optikinstrument SPHERE des VLT am Paranal-Observatorium hochauflösende Bilder von 42 großen (D > 100 km) Hauptgürtel-Asteroiden aufgenommen, darunter auch (21) Lutetia. Neben hochaufgelösten Bildern des Asteroiden konnten in der finalen Auswertung 2022 unter anderem folgende Daten erfasst werden:
- Mittlerer Durchmesser 98 ± 2 km
- Abmessungen in drei Achsen (125 × 98 × 81) km
- Masse 1,70·1018 kg
- Dichte 3,45 g/cm³
- Albedo 0,19
- Rotationsperiode 8,168271 h
- Position der Rotationsachse mit retrograder Rotation, aber nahe zur Ebene der Ekliptik gelegen